# ماركو بولو (مسلسل)
ماركو بولو (بالإنجليزية: Marco Polo) مسلسل دراما تاريخية أمريكي، مستوحى من أيام ماركو بولو عندما كان في مجالس قوبلاي خان ملك المملكة المغولية ومؤسس مملكة يوان (1271-1368). عرض على نتفليكس في 12 ديسمبر، 2014.
في 7 يناير، 2015، جدد المُسلسل لموسم ثانٍ من عشرة حلقات تم عرضه في 1 يوليو، 2016.

## الممثلين والشخصيات
- لورينزو ريشيلمي بدور ماركو بولو[6]
- بينيديكت وونغ بدور قوبلاي خان
- جوان تشين بدور تشابي
- ريك يون بدور كايدو
- عمر واكد بدور يوسف
- ريمي هيل بدور الأمير جينغيم
- جو جو بدور كوكاتشين
- توم وو
- ماهيش جادو
- اوليفيا تشينغ
- اولي لاتيكيفو
- كلاوديا كيم
- تشن هان

## وصلات خارجية
- ماركو بولو على نتفليكس
- ماركو بولو على موقع IMDb (الإنجليزية)
- ماركو بولو على موقع ميتاكريتيك (الإنجليزية)
- ماركو بولو على موقع روتن توميتوز (الإنجليزية)
- ماركو بولو على موقع نتفليكس (الإنجليزية)
- ماركو بولو على موقع كينوبويسك (الروسية)
- ماركو بولو على موقع ألو سيني (الفرنسية)
- ماركو بولو على موقع قاعدة بيانات الفيلم (الإنجليزية)